# Баянаул
Баянау́л (станица Баян-Аульск; каз. Баянауыл) — село, райцентр Баянаульского района в Павлодарской области Казахстана. Административный центр Баянаульского сельского округа.

## География
Посёлок расположен возле озера Сабындыколь у подножия Баянаульских гор. Общая площадь села Баянаул составляет 16 км², не считая территорию Баянаульского Национального Парка.
Окрестности Баянаула — климатическая курортная местность, с 1985 объявлены Баянаульским национальным парком. Жемчужины парка — озёра Жасыбай и Торайгыр. В государственном национальном парке создана турбаза, действуют дома отдыха и детские здравницы, в которых ежегодно отдыхают более ста тысяч казахстанцев.
Баянаульские горы с запада на восток тянутся на 40-50 км, с севера на юг — на 20-25 км. Самая высокая точка — гора Кызылтау достигает 1055 м. Горно-лесной оазис, занимающий площадь 450 км², привлекает туристов причудливыми скалами (Баба-Яга, Голубь, Булка, Лошадиная Голова, Каменные Перины), красивейшими озёрами Сабындыколь (площадь 7,4 км²) и Жасыбай (площадь 4 км²), пещерами (Аулиетас, длина 22 м) и гротами (Драверта — с наскальными рисунками, Кувшин — с водопадом высотой 3 м), отвесными узкими ущельями.

## Население
На начало 2019 года население села составило 5576 человек.

## История

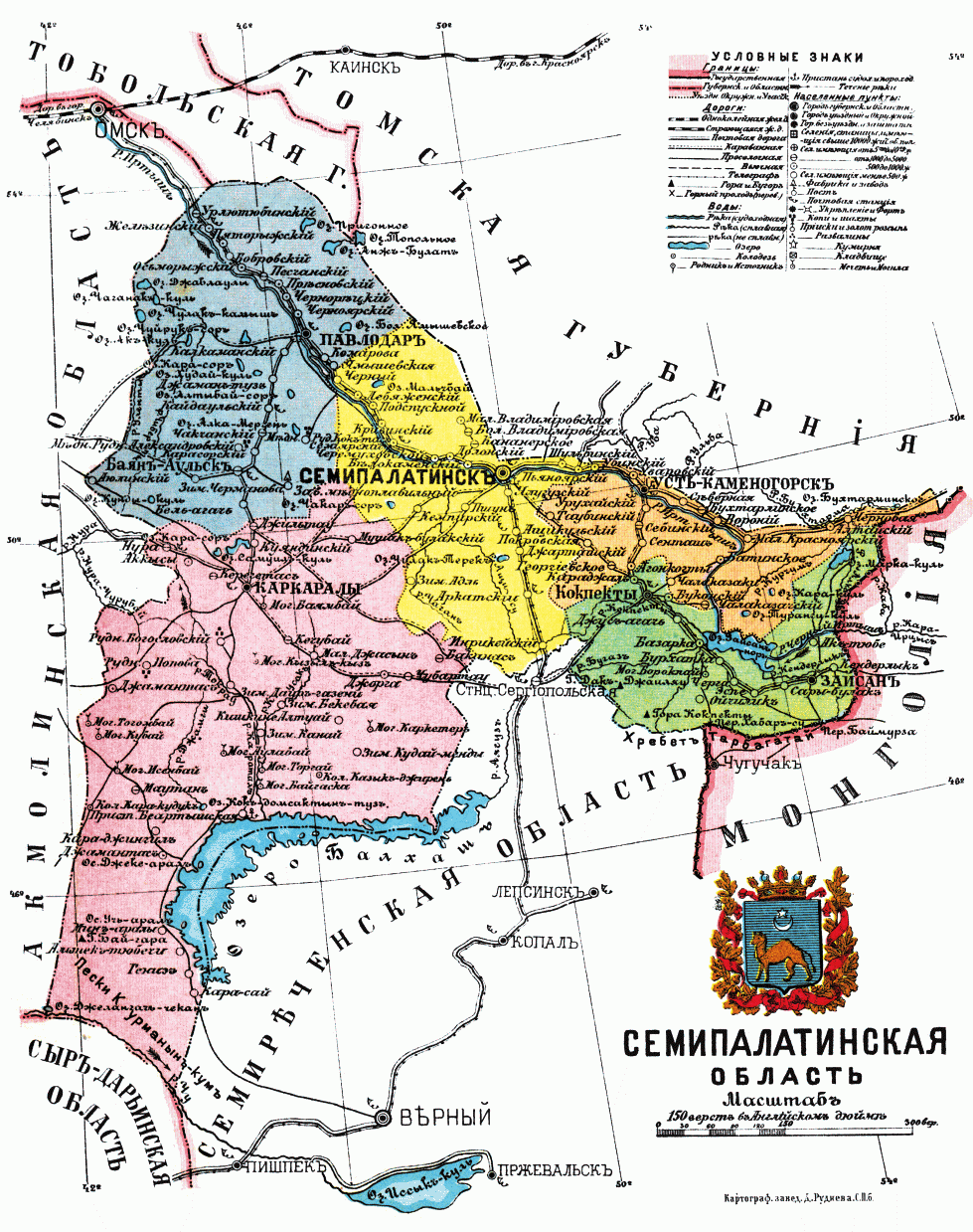
Баянъ-Аульскъ в Семипалатинской области, 1913

Станица Баян-Аул (Баян-Аульск) была основана в 1826 году сибирскими казаками. Первым атаманом станицы был назначенный в 1834 г. начальником Баянаульского округа — есаул Николай Ильич Потанин, отец будущего известного географа, этнографа, учёного и путешественника Григория Потанина.
В 1833 году приказом правительства был образован Баянаульский внешний округ в составе Омской области. Старшим султаном в округе был избран бий Шон Едигин.
В 1838 году округ был упразднён, территория вошла в Семипалатинскую область.
В 1854 году вновь был образован Баянаульский округ в составе Области Сибирских Киргизов.
В 1868 году округ был упразднён. Баян-Аульск и Баян-Аульская волость вошли в состав Семипалатинской области Российской империи.

## Уроженцы
В Баянаульском районе родились: академик Сатпаев, Каныш Имантаевич, крупнейший учёный-энергетик Казахстана Чокин, Шафик Чокинович, философ и литератор Машхур Жусуп, кинорежиссёр Айманов, Шакен Кенжетаевич, журналист Боштаев, Мукыш, литератор Шалабаев, Бельгибай, борец Саятбек Окасов, известный археолог Кемаль Акишев.
С четырёх лет здесь жил поэт Торайгыров, Султанмахмут.